# Skrýšov (Ratměřice)
Skrýšov (Duits: Skreyschow of Skreyschow bei Radmeritz) is een Tsjechische plaats in de gemeente Ratměřice, regio Midden-Bohemen, en maakt deel uit van het district Benešov. Het dorp ligt op 2 kilometer afstand van Ratměřice.
Skrýšov telt 32 inwoners (2021).

## Geschiedenis
De eerste schriftelijke vermelding van het dorp dateert van 1318.
Sinds 1960 is Skrýšov volledig ondergebracht bij het district Benešov.

## Verkeer en vervoer

### Autowegen
Er leidt een regionale weg naar het dorp.

### Spoorlijnen
Er is geen station in Skrýšov. Het dichtstbijzijnde station is in Votice, op zo'n twaalf kilometer afstand. Dat station ligt aan spoorlijn 220 van Praag naar Tábor.

### Buslijnen
Er is één bushalte in het dorp:
| Halte              | Lijn(en) | Traject(en)           | Vervoerder(s) |
| ------------------ | -------- | --------------------- | ------------- |
| Ratměřice, Skrýšov | 532      | Votice - Bedřichovice | CŠAD Benešov  |

## Bezienswaardigheden
- Dorpskapel;
- Wegkruis.

## Galerij

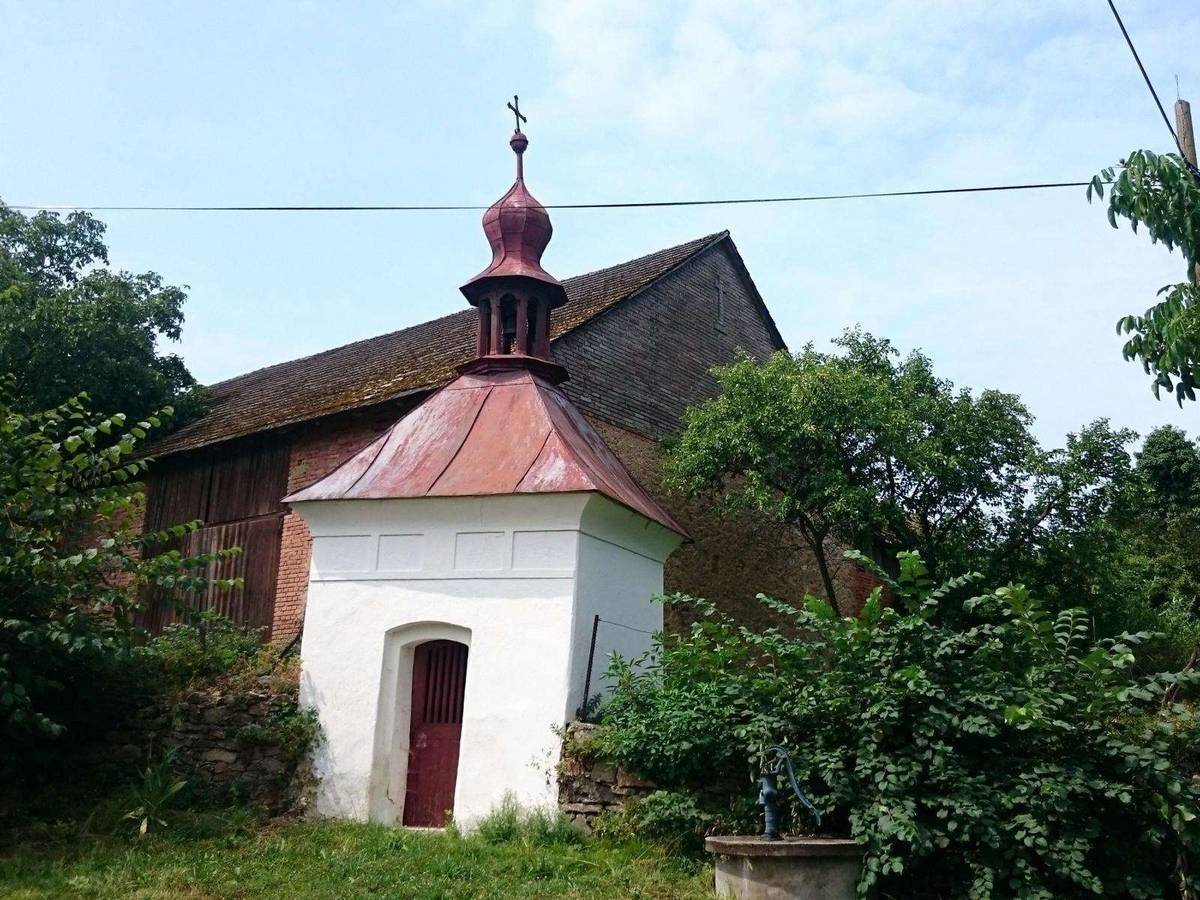
Dorpskapel (2021)
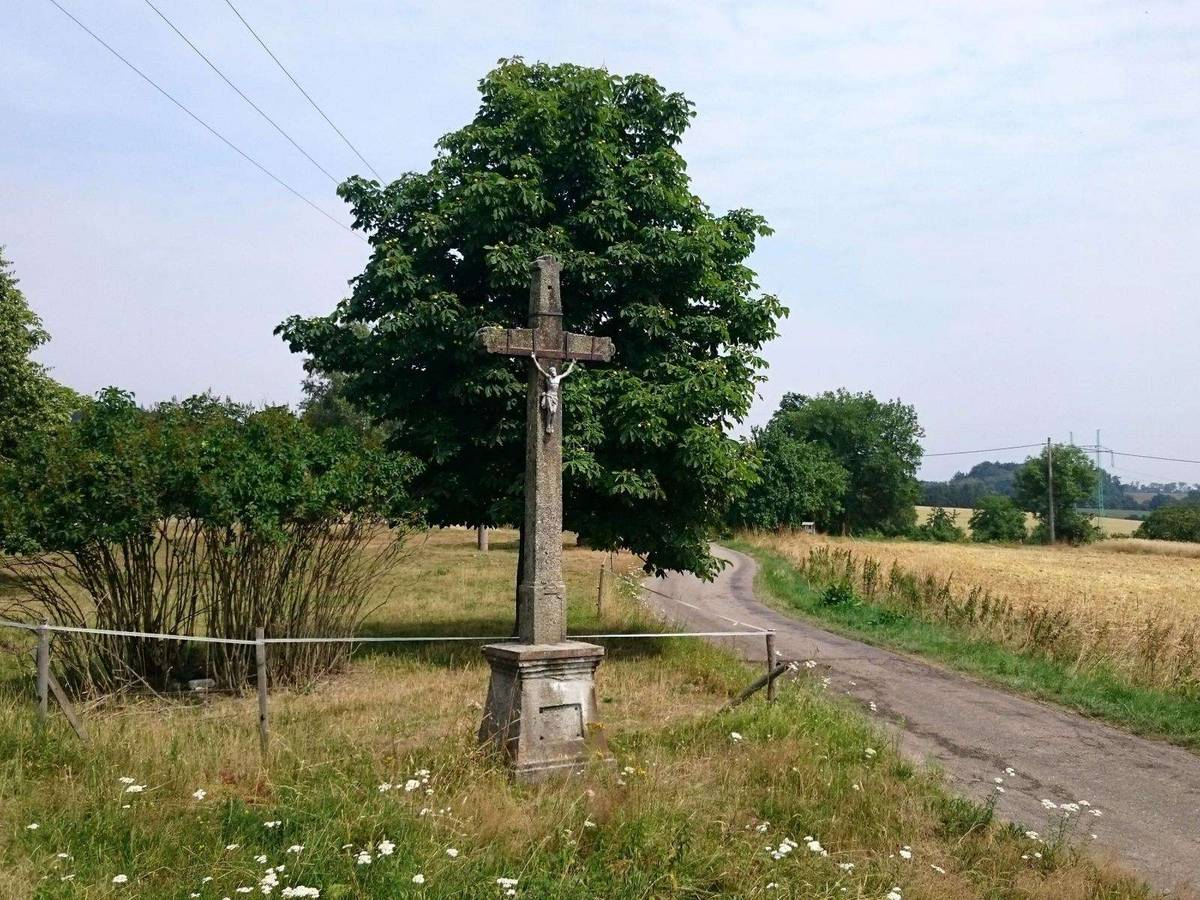
Wegkruis (2021)
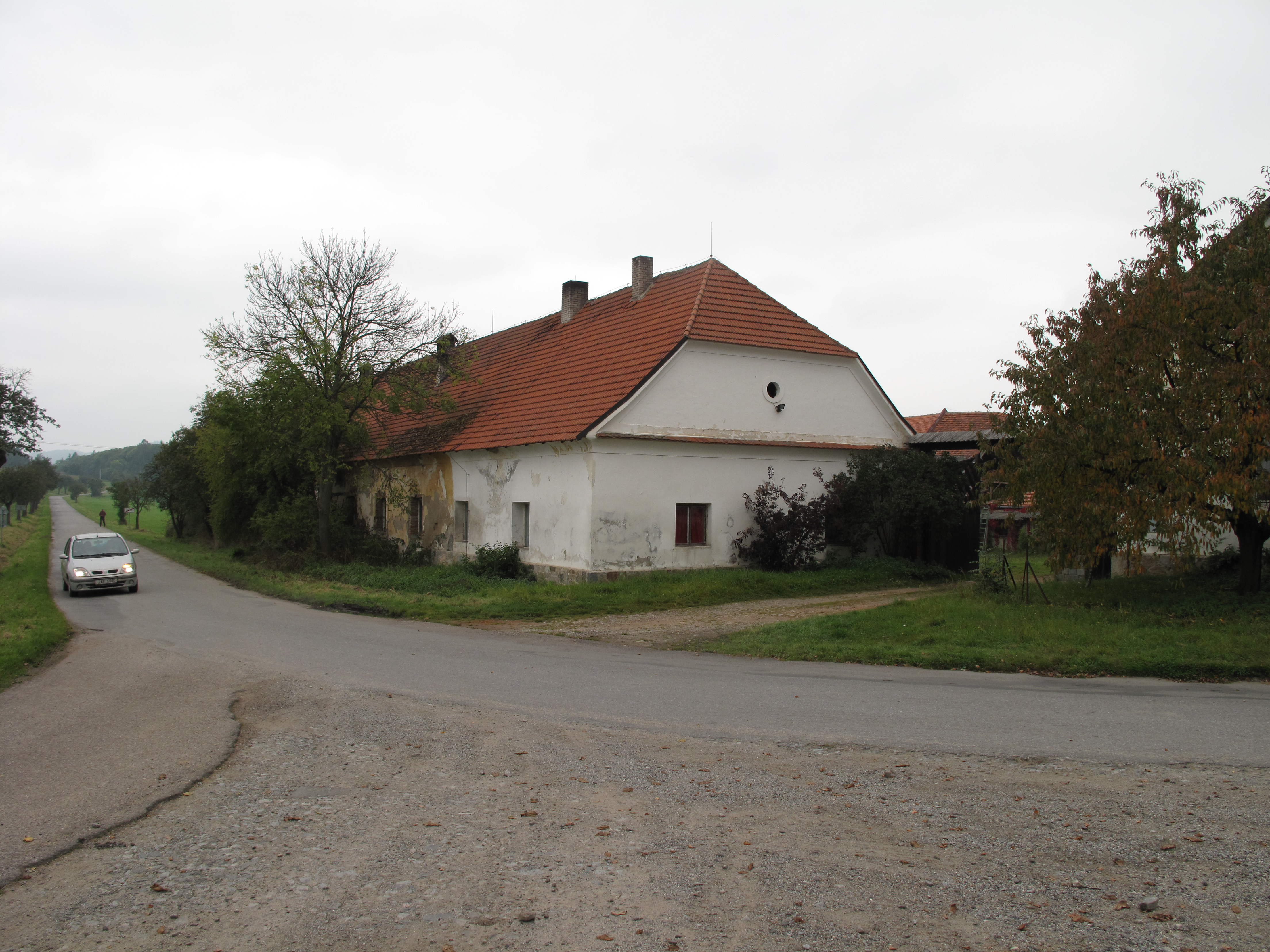
Huis in het dorp (2014)